# Ingrid Fliter
Ingrid Fliter (ur. 23 września 1973 w Buenos Aires) – argentyńska pianistka,

## Kariera
Naukę gry na fortepianie zaczęła z Elizabeth Westerkamp. Jej publiczny debiut nastąpił w wieku 11 lat. W wieku 16 lat zadebiutowała na koncercie w Teatro Colón.
W 1992 r., za namową Marthy Argerich, Fliter przeniosła się do Europy i kontynuowała naukę z Witalijem Margulisem w Hochschule für Musik we Freiburgu. Później była studentką z Carlo Bruno w Rzymie oraz z Franco Scali i Borisa Petrushanskego w Akademii „Incontri Maestro” col, Imola. Brała udział w kursach mistrzowskich z Leona Fleishera, Aleksandra Lonquicza i Louisa Lortie.jej opiekunem był także Zoltán Kocsis. W 2000 roku została laureatką II nagrody na XIV Międzynarodowym Konkursie Pianistycznym im. Fryderyka Chopina w Warszawie. Na przełomie 2001 i 2002 roku wystąpiła w Filharmonii Narodowej. W styczniu 2006 roku wystąpiła z koncertem w Stanach Zjednoczonych u boku Atlanta Symphony Orchestra.